# Eparchia czerepowiecka
Eparchia czerepowiecka – jedna z eparchii Rosyjskiego Kościoła Prawosławnego, z siedzibą w Czerepowcu. Należy do metropolii wołogodzkiej.
Utworzona 23 października 2014 postanowieniem Świętego Synodu Rosyjskiego Kościoła Prawosławnego, poprzez wydzielenie z eparchii wołogodzkiej. Obejmuje część obwodu wołogodzkiego – miasto Czerepowiec oraz rejony: babajewski, biełozierski, czagodoszczeński, czerepowiecki, kadujski, ustiużeński, waszkiński i wytiegorski.
Pierwszym ordynariuszem eparchii został biskup czerepowiecki i biełozierski Flawian (Mitrofanow); pełnił tę funkcję do marca 2020 r. Jego następcą jest biskup Ignacy (Suranow).